# 移動体通信事業者
移動体通信事業者（いどうたいつうしんじぎょうしゃ、英語: Mobile Network Operator, MNO、モバイル・ネットワーク・オペレーター）とは、携帯電話やPHS等の物理的な移動体回線網を自社で保有し、直接自社ブランドで通信サービスを提供する事業者である。「音声やデータを運ぶ」というところから通信キャリア（または単にキャリア）や携帯電話回線事業者（または単に回線事業者）と呼ばれることもある。
なお、総務省による定義では、「電気通信役務としての移動通信サービス（以下単に「移動通信サービス」という）を提供する電気通信事業を営む者であって、当該移動通信サービスに係る無線局を自ら開設（開設された無線局に係る免許人等の地位の承継を含む）又は運用している者と」とする。
自社サービスのみならず、他通信事業者から移動体回線網を借り各々の事業者のサービスとして提供する仮想移動体通信事業者（MVNO）へのサービス提供を行う。

## 日本の主なMNO

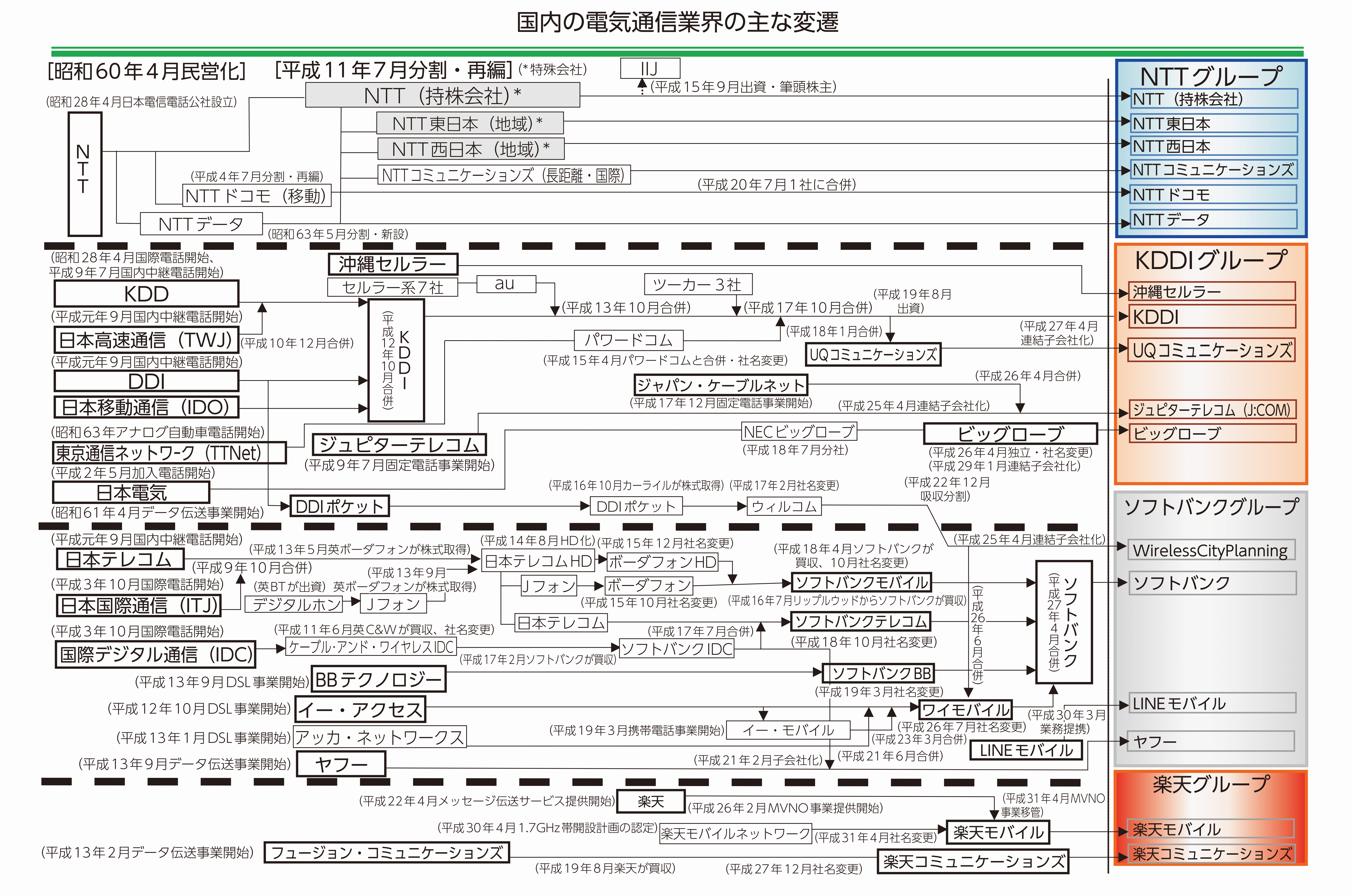
日本国内の電気通信業界の主な変遷（2019年4月現在）

### 携帯電話事業者
- NTTグループ - NTTドコモ（NTTドコモ、ahamo）
- KDDIグループ - KDDI/沖縄セルラー電話（au、UQ mobile、povo）
- ソフトバンクグループ - ソフトバンク（SoftBank、Y!mobile、LINEMO）
- 楽天グループ - 楽天モバイル（楽天モバイル）

### PHS事業者
- ソフトバンク（Y!mobile）

### ポケットベル・ページャー事業者
- YOZANグループ - 東京テレメッセージ

### BWA事業者
- UQコミュニケーションズ
- Wireless City Planning

### 衛星通信事業者
- docomo（ワイドスター）